# 陈增光
陈增光（1939年7月—），男，福建寿宁人，中华人民共和国政治人物，曾任中共宁德地委书记，福建省政协副主席，第七届全国人大代表。